# 니시고촌 (야마가타현 니시타가와군)
니시고촌(西郷村)은 야마가타현 니시타가와군에 있던 촌이다. 현재의 쓰루오카시의 북서쪽 끝, 우에쓰 본선 [우젠오야마역]]의 북방일대 쇼나이 공항의 남방일대, 대체로 오야마강 좌안에 해당한다. 

## 역사
- 1889년 4월 1일 - 정촌제 시행에 의해 8촌의 구역을 가지고 성립하였다.
- 1955년 7월 29일 - 오야마정과 합병해, 새로운 오야마정이 성립, 동일 니시고촌은 폐지되었다.

## 교통

### 철도
- 쇼나이 교통
  - 유노하마선

## 참고문헌
- 角川日本地名大辞典 6 山形県